# Chasin’ You
«Chasin’ You» (с англ. — «Преследуя тебя») — песня американского кантри-певца Моргана Уоллена, вышедшая 29 июля 2019 в качестве четвёртого сингла с его студийного альбома If I Know Me (2018). Сингл достиг второго места в кантри-чарте Hot Country Songs и первого в Country Airplay в США.

## История
Песня была написана Jamie Moore, Morgan Wallen и Craig Wiseman.

## Музыкальное видео
Музыкальное видео для песни «Chasin' You» вышло 4 января 2019 года ещё до официального релиза сингла. Названное как «Chasin' You (Dream Video)» он было снято в чёрно-белом варианте и показывает Уоллена, который разъезжает по Нашвиллу (Теннесси) в кабриолете.

## Коммерческий успех
«Chasin' You» достиг первого места в кантри-чарте Billboard Country Airplay в дату 23 мая 2020 года и второго места в Hot Country Songs. «Chasin' You» стал третьим подряд чарттоппером Уоллена в Billboard Country Airplay в свою 42-ю неделю релиза. Он также вошёл в лучшую двадцатку top 20 в мультижанровом хит-параде Billboard Hot 100.
К марту 2020 года тираж сингла достиг 57 тыс. копий в США. 18 июня 2020 года сингл получил платиновый статус RIAA.

## Чарты
| Чарт (2019—20)                      | Высшая позиция |
| ----------------------------------- | -------------- |
| Канада (Billboard Canadian Hot 100) | 44             |
| Канада (Billboard Country)          | 1              |
| США (Billboard Hot 100)             | 16             |
| США (Billboard Country Airplay)     | 1              |
| США (Billboard Hot Country Songs)   | 2              |
| США (Rolling Stone Top 100)         | 21             |

| Чарт (2019)                        | Позиция |
| ---------------------------------- | ------- |
| США (Hot Country Songs, Billboard) | 98      |
| Чарт (2020)                        | Позиция |
| США (Billboard Hot 100)            | 34      |
| США (Country Airplay Billboard)    | 1       |
| США (Hot Country Songs Billboard)  | 4       |

## Сертификации
| Регион                                                                      | Сертификация  | Продажи   |
| --------------------------------------------------------------------------- | ------------- | --------- |
| Канада (Music Canada)                                                       | 3× Платиновый | 240 000   |
| США (RIAA)                                                                  | 5× Платиновый | 5 000 000 |
| Данные о продажах + прослушиваниях приведены только на основе сертификации. |               |           |